# Église Saint-Étienne de Saint-Étienne-la-Geneste
L'église Saint-Étienne est une église romane située à Saint-Étienne-la-Geneste dans le département français de la Corrèze en région Nouvelle-Aquitaine.

## Historique
L'église romane a été édifiée au XIIe siècle.
Elle est restée intacte depuis et n'a subi que quelques modifications mineures au XVIIIe siècle, dont les contreforts qui soutiennent sa façade occidentale.
Elle fait l'objet d'une inscription au titre des monuments historiques depuis le 20 juillet 1972.

## Architecture

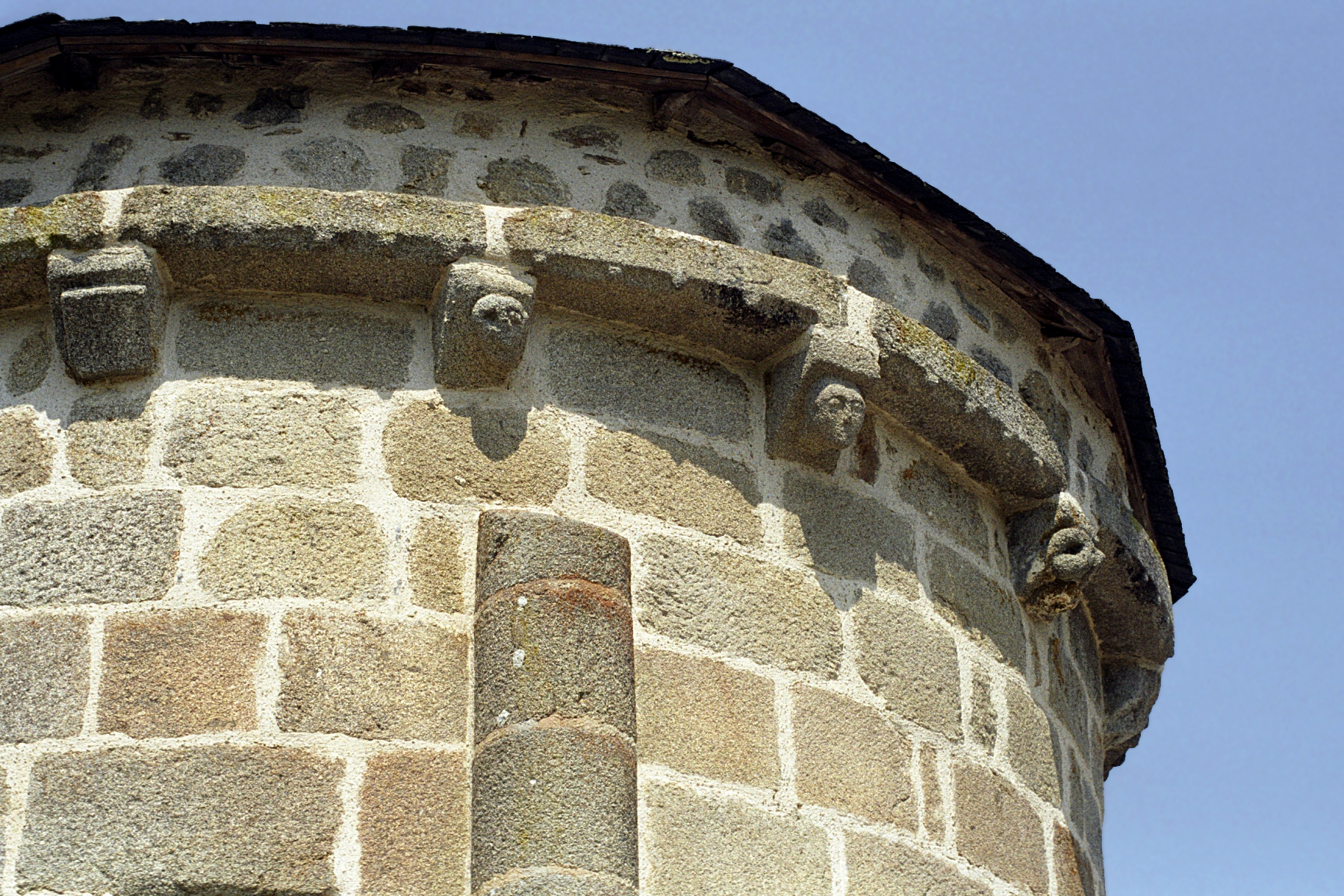
Détail du chevet.